# Plata dulce
Plata dulce es una película argentina de comedia dramática-histórica de 1982 dirigida por Fernando Ayala en base al guion de Oscar Viale y Jorge Goldemberg. Es protagonizada por Federico Luppi, Julio de Grazia, Gianni Lunadei, Nora Cullen, Adriana Aizemberg y Flora Steinberg, contando también con la actuación especial de Alberto Segado y la presentación de Marina Skell. 
Situada durante la última dictadura cívico-militar argentina (1976—1983), la cinta trata sobre los rumbos que toman las vidas de Carlos Bonifatti (Luppi) y la de su socio y concuñado Rubén Molinuevo (De Grazia) cuando el primero es contactado por su viejo amigo Osvaldo Juan Arteche (Gianni Lunadei), quien le ofrece dejar de lado su pequeña fábrica para dedicarse a negocios financieros y especulativos, mientras su ex socio Molinuevo se empeña en continuar con la fábrica pese a la grave crisis. Al principio los hechos parecen darle la razón a Bonifatti cuando empieza a enriquecerse, obteniendo auto nuevo, casa nueva y crecidas ganancias. Sin embargo, al poco tiempo se produce un hecho inesperado que cambia para siempre las vidas de Bonifatti y Molinuevo.
La película fue estrenada el 8 de julio de 1982 y recibió el Cóndor de Plata a Mejor Película en 1983.

## Argumento
En 1978, durante la última dictadura cívico-militar argentina (1976-1983), los argentinos celebran el triunfo de la selección nacional en el Mundial de Fútbol, pero Carlos Teodoro Bonifatti no está con ánimo festivo, pues la fábrica de botiquines "Las Hermanas", que maneja junto a su concuñado, Rubén Molinuevo, está enfrentando graves problemas económicos debido a la crisis que afecta al país. Al llevar a su suegra Doña Hortensia a la City para comprar dólares, Bonifatti se encuentra con un antiguo conocido, Osvaldo Juan Arteche, con quién hizo el servicio militar obligatorio (o colimba) en la promoción de 1935. 
Arteche, ahora devenido en un próspero financista como operador financiero del Nuevo Banco Latino, convence a Bonifatti que el futuro económico del país está en la importación de bienes desde el extranjero, y lo convence de modernizar la fábrica, ahora llamada "Molinuevo-Bonifatti", muy a pesar de Molinuevo, quien sospecha que hay negocios sucios de por medio. Cada vez más impresionado por el progreso alcanzado por Arteche, y ante la necesidad de éste (y del misterioso Licenciado, su mano derecha) de contar con "alguien de confianza", Bonifatti acepta su ofrecimiento de asumir como gerente en el banco, vendiéndole su parte en el negocio de botiquines a Molinuevo quien, al no tener fondos suficientes, se ve obligado a contraer un crédito con el mismo banco.
Bonifatti logra enriquecerse rápidamente, obteniendo auto nuevo, casa nueva y viajes a Miami donde adquiere novedosos artefactos, además de obtener el control de ocho millones de dólares y convencer a Doña Hortensia de invertir su montepío en el banco. Molinuevo en cambio enfrenta los embates de la profunda desindustrialización que se vive en el país durante la última dictadura, suspendiendo las operaciones de la fábrica, la cual decide vender para emprender otros negocios, incluyendo la importación de alimentos desde Brasil, los cuales resultan estar caducos. Asimismo, Patricia, la hija mayor de Molinuevo, obtiene trabajo como secretaria-intérprete de Bonifatti, prontamente desarrollando una relación íntima con él. Por otro lado, Lucho Bonifatti no se siente cómodo con el puesto que le dio su padre en el banco, esperando en cambio entrar a estudiar en la Universidad.
Al surgir los rumores de la posible quiebra de un banco, el Licenciado le dice a Bonifatti que es un caso aislado y que no hay nada que temer. Luego, en pleno viaje de negocios a Mendoza, Bonifatti se vuelve a topar con Arteche, quien le ofrece a él y Patricia que lo acompañen a Nueva York para la apertura de la sede norteamericana del Nuevo Banco Latino. Sin embargo, Molinuevo se entera a través de Doña Hortensia que el banco no tiene fondos, por lo que Lucho viaja de emergencia a Mendoza. Sin embargo, cuando Bonifatti regresa a Buenos Aires, además de enfrentar una corrida cambiaria por parte de los furiosos clientes, se entera de que fue parte de una estafa a gran escala. El Licenciado revela que el gran y distinguido directorio, la sucursal en Nueva York e incluso los libros de contabilidad eran en realidad inexistentes, por lo que al huir Arteche a Norteamérica y al ser el Licenciado un empleado personal de éste y no del banco en sí, Bonifatti resulta ser el chivo expiatorio y único responsable de la estafa ante la justicia.
A punto de completar una condena en prisión, Bonifatti recibe la visita de Molinuevo, quien le cuenta que desde su encarcelamiento, él retomó la fabricación de botiquines, doña Hortensia logró hacer rendir sus ahorros en dólares, Lucho empezó a estudiar geología, y Patricia, quien ahora trabaja con Arteche en Nueva York, envía cada mes importantes sumas de dinero a ambas familias. Bonifatti, abatido, no quiere escuchar más nada, mientras que Molinuevo le convence de que aún hay esperanza en el futuro a través de la lluvia, haciendo una analogía con el prospecto de una buena cosecha para el campo argentino. Finalmente, ambos llegan a la conclusión (Bonifatti de manera irónica y Molinuevo de manera sincera) de que todo indica que "Dios es argentino".

## Contexto histórico
La historia del film está ubicada a fines de los años '70 y principios de los años '80, cuando Argentina se encontraba bajo el yugo de la última dictadura cívico-militar (también conocida como el Proceso de Reorganización Nacional), la cual implementó una política económica neoliberal que llevó directamente tanto a la caída de la actividad industrial como a un incremento de la actividad financiera y el número de bancos operando. Al mismo tiempo, tanto la deuda externa como el nivel de desempleo aumentaron de manera prácticamente exponencial.
En 1977 se promulgó la Ley 21 526 de Entidades Financieras que reformó el sistema financiero, obligando al Estado a dejar de financiarse con préstamos del Banco Central y comenzar a hacerlo con créditos internos y externos. La demanda estatal de crédito interno contribuyó a sostener elevada la tasa de interés, por encima de la internacional, lo cual estimuló el ingreso de capital especulativo.
Con el objetivo de controlar la demanda de divisas y mantener una política de atraso cambiario, Martínez de Hoz implementó a fines de 1978 un sistema de devaluación programada, apodado «la tablita». Junto con la ley de entidades financieras antes mencionada, la tablita promovería la especulación financiera desmedida. La medida se tomó para intentar compensar las pérdidas ocasionadas a los ahorristas por la diferencia entre la tasa de interés pagada a los depósitos a plazo fijo y la inflación; para proteger a las entidades financieras, el Estado se hizo responsable del pago de los depósitos. El coste de estas medidas, que ocasionaron el cierre de más de veinticinco entidades crediticias, cuyos pasivos debió asumir el Estado, fue enorme; también lo fue para los consumidores, que debieron hacer frente a un mercado de crédito liberalizado, cuyas tasas aumentaron parejamente a las pagadas por los depósitos. Los créditos hipotecarios alcanzaron una tasa de interés del cien por ciento anual, que resultó impagables para numerosos deudores, y condujo a una gran parte de la población a perder la propiedad de sus viviendas. El resultado combinado de las políticas económicas internas y la situación financiera internacional de abundantes capitales buscando plazas de inversión, impulsó un nivel de endeudamiento récord.
El tramo final de la historia del film se ubica entre 1980 y 1981, etapa caracterizada por la crisis bancaria suscitada por la quiebra del Banco de Intercambio Regional (BIR) y la intervención de varias instituciones financieras, y por la famosa frase «El que apuesta al dólar pierde», dicha por el entonces ministro de Economía argentino, Lorenzo Sigaut (quien reemplazó a Martínez de Hoz) poco antes de una gran devaluación.

## Reparto
- Federico Luppi … Carlos Teodoro Bonifatti
- Julio De Grazia … Rubén Molinuevo
- Gianni Lunadei … Osvaldo Juan Arteche
- Nora Cullen … Doña Hortensia
- Adriana Aizemberg … Ofelia Molinuevo
- Flora Steinberg … Cora Bonifatti
- Alberto Segado … Licenciado
- Hernán Gené … Lucho
- Marina Skell … Patricia
- Alberto Busaid … Turco
- Emilio Vidal … Grajales
- Theodore Mc Nabney … Arthur Fridkin
- Ricardo Hamlin
- Carlos Eduardo Alcoba
- Rubén Cosenza
- Max Berliner … Fink
- Luis Alday … Charly
- Tito Pagés … Enólogo

## Producción
La película iba a titularse originalmente «Dios Ha De Ser Argentino», pero poco antes de su estreno se había dado el cese de la campaña bélica en las Islas Malvinas, y la consiguiente derrota argentina. Los productores del film temieron entonces que el público malinterpretaría el título de la película (al creer que sería una simple propaganda patrocinada por la dictadura cívico-militar) y se mantendría alejado de la misma. Por este motivo cambiaron el título a Plata dulce.

## Premios
- Premios Cóndor de Plata 1983: Mejor película.